# Charles E. Dudley
Charles Edward Dudley, född 23 maj 1780 i Johnston Hall, England, död 23 januari 1841 i Albany, New York, var en amerikansk politiker. Han var född i England och emigrerade 1794 med sin mor till Newport, Rhode Island.
Han inledde sin politiska karriär i Albany, New York. Han var ledamot av delstaten New Yorks senat 1820-1825 och borgmästare i Albany 1821-1824 samt 1828-1829.
Martin Van Buren avgick 1829 från USA:s senat för att tillträda som USA:s utrikesminister. Dudley efterträdde Van Buren i senaten och representerade New York där 1829-1833.